# Farol de Vilamoura
Farol de Vilamoura ou farolim de Vilamoura é um farol português que se localiza na Marina de Vilamoura, na cidade de Quarteira, Município de Loulé no Algarve.
Luz colocada numa estrutura em armação metálica, cor de laranja, no cimo da torre de controlo de betão do edifício da marina.

## Características
- Em 2003 o Farolim de Vilamoura, alterou características, passando a funcionar com relâmpagos brancos e período de 5s (Lt 0,2s; Ec 4,8s).[4]